# Stay (chanson d'Anna Odobescu)
Pour les articles homonymes, voir Stay.
Chansons représentant la Moldavie au Concours Eurovision de la chanson
My Lucky Day
(2018) Prison
(2020)
Stay (« Rester ») est une chanson interprétée par Anna Odobescu ayant été sélectionnée pour représenter la Moldavie au Concours Eurovision de la chanson 2019 à Tel-Aviv en Israël.

## À l'Eurovision
La chanson Stay représente la Moldavie au Concours Eurovision de la chanson 2019, après que celle-ci et son interprète Anna Odobescu ont été sélectionnés lors de la sélection nationale à travers le concours de télé-réalité musical O Melodie Pentru Europa.